# Marcel Heyninck
Marcel Heyninck (Anversa, 9 marzo 1931 – Anversa, 17 settembre 2013) è stato un pallanuotista belga, che ha disputato le Olimpiadi di Helsinki 1952, gareggiando nel torneo di pallanuoto.